# Coppa del Baltico 2012
La Coppa del Baltico 2012 è stata la 24ª edizione della competizione, la 13ª dalla reistituzione di questa manifestazione nel 1991 a seguito del collasso dell'Unione Sovietica.
Per la prima volta nella sua storia, la Coppa del Baltico è stata disputata da quattro formazioni, con l'ingresso della Finlandia.

## Formula
A causa dell'ammissione della nazionale finnica, il torneo ha cambiato formula, divenendo una manifestazione ad eliminazione diretta, per l'opposizione fatta dalla Lettonia a giocare più di due partite.
Le vincitrici delle semifinali hanno disputato la finale, mentre le squadre sconfitte hanno giocato la finale per il 3º-4º posto. In caso di parità al termine dei tempi regolamentari, il regolamento prevede la battuta dei tiri di rigore senza tempi supplementari.

## Sedi
Le partite della Coppa del Baltico 2012 sono state disputate in due impianti: il Võru Stadium di Võru ed il Tamme Stadium di Tartu. Quest'ultimo ha ospitato le partite della nazionale estone, padrona di casa.
Altri due stadi, il Tehvandi Stadium di Otepää ed il Viljandi linnastaadion di Viljandi avrebbero dovuto ospitare la coppa, ma non erano disponibili in quel periodo.

## Risultati

### Semifinali
| Arbitro: | Gestranius |

|                                                              |           |  |
| Cauņa 12’ (rig.) Gauračs 17’, 48’ Višņakovs 35’ Smirnovs 80’ | Marcatori |  |

| Arbitro: | Direktorenko |

|          |           |               |
| Oper 33’ | Marcatori | 10’, 22’ Kuqi |

### Finale 3º-4º posto
| Arbitro: | Kaasik |

|                   |           |  |
| Voskoboinikov 18’ | Marcatori |  |

### Finale
| Arbitro: | Mažeika |

|                                                          |                      |                                                              |
| Kolehmainen 52’                                          | Marcatori            | 54’ Gauračs                                                  |
| Pukki Sjölund Kuqi Ojala Pasanen Sparv Hurme Kolehmainen | Tiri di rigore 5 – 6 | Cauņa Smirnovs Laizāns Kamešs Zjuzins Kļava Bulvītis Kozlovs |